# بخش لیموو
بخش لیموو (به فرانسوی: Arrondissement de Limoux) یک بخش در فرانسه است که در اود واقع شده‌است.